# 旁證
旁證（英語：或英語：）又稱間接證據，是指需要人們推理以及結合其他證據才能證明斷言的证据，例如犯罪现场的指紋就是一種間接證據。相比之下，直接证据能直接支持断言的真实性即不需要任何额外的证据或推论、推理就能證明斷言。

## 法律
與爭議事項無關的證據。在涉及契約、遺囑，或其他書面時，旁證是指從其他來源取得的證據，而非由這些文件本身作為證據。

### 法務認定

#### 中国大陆
洪肇君在《旺報》一篇評論〈旺報觀點〉提到：「《刑事訴訟法》講求嚴格的證據主義，首先是取證要合乎程序正義，再者，不能只依被告筆錄甚至錄音帶定罪，必須要旁證、物證……等愈齊全愈好。薄熙來所涉受賄、貪汙案，在台灣即是觸犯《貪汙治罪條例》，但受賄、貪汙都要有明顯的對價關係，意即薄熙來要明確的拿錢，並在特定事務上替人辦事，像林益世被錄音，拿錢喬中鋼的爐渣事宜。依薄在法庭上的陳述看來，有拿錢但沒有明確對價關係。」

#### 美国
《旁證規則》限制了證據的可採性。鑑於此類證據來說，它對於準確事實的確定非常重要，值得注意的是，該規則很少受到學術審查。旁證是只影響證人信譽的證據。對證人的交叉詢問，一定是就影響信譽的事項回答，當旁證被提及時。它排除了，交叉詢問的當事者直接打電話給其他證人，或出示與證人相矛盾的文件。

#### 日本
東京地鐵沙林毒氣事件，法院審判奧姆真理教的教主麻原彰晃長達數年之久，麻原彰晃從頭到尾行使緘默權，一句話都沒有回答，就像中華民國《刑事訴訟法》第95條第2款被告緘默權，東京地方法院最後判處他死刑，照判不誤。所以被告的口供並不是唯一的證據，有被告口供當然是很好，沒有被告口供亦無所謂，如果沒有被告親口承認的話，也許只是需要其他的旁證更加齊全。

#### 臺灣
法官判決被告有罪與否，看的就是「證據」。例如，被告曾出現在犯罪現場，即被歸類為「情況證據」，屬於旁證的一種；此類證據被用來認定犯罪事實的證據能力比較薄弱，在法院攻防時，會被以更嚴格的方式檢視。通常檢方出示這種證據時，其證據價值馬上被打折扣。正義國宅改建槍擊命案更審逆轉，殺手沈宗基由原來一審的無期徒刑改判無罪，主因在於檢方偵辦此案，並未掌握到任何直接證據，全案是單憑「情況證據」起訴，若法院最後仍無法形成「有罪心證」，沈無罪確定機率甚高，此案到最後極有可能又變成另一宗懸案。

## 文學

### 廣泛考證
- 元·陸友仁[16]《研北杂志》卷四：“ 姜尧章作〈绛帖评〉，旁证曲引，有功於古今。”[7][17]
- 明·李東陽《懷麓堂集》·〈金溪吴氏族谱序〉：“吾父乃仿康斋先生所为谱，质诸欧阳氏之法，博采旁证，以足其所未备。”[7][18]
- 清·馮桂芬《明纪》[19]序：“此外说部野史，间有采摭，必旁证覆实而后箸之。”[7][20]
- 廖平《今古學考》·卷下（二）：「《書·禹》、《詩·車攻》有會同，此夏、周有會同之旁證也。」[21]

### 從側面證明
- 清·梁章鉅《論語旁證》[22][23]
- 清·沈濤《交翠軒筆記》卷一：“ 元時猶多諸王之稱，亦可旁證。” [7][24]
- 楊沫《青春之歌》第2部第28章：“關於戴愉的叛黨問題的解決，是複雜而曲折的[25]。由於江華的檢舉及其他同志的旁證，北平市委和河北省委做了周密的調查對證，最後才被證實了。”[7]

### 主要證據以外的證據
- 楊樹達一反經學著作的注疏傳統，另闢蹊徑撰成《論語疏證》[26]，則分別說明「證文次第以訓詁居先，發明學說居次，事例為證旁證又居次」。[27]
- 孫楷第《小說旁證》[28][29]

## 外部來源
- （英文）Collateral Evidence - jstor
- （英文）Admit Collateral Evidence （页面存档备份，存于）